# František Hrobař
František Hrobař (2. června 1893 Kostelecká Lhota – 19. října 1985 Jindřichův Hradec) byl český pedagog, botanik, ornitolog a jeden z prvních iniciátorů ochrany přírody a památných stromů.

## Životopis
Vystudoval reálku, následně si udělal pedagogický kurz v Praze. Poté učil v řadě obcí v okolí Rychnova nad Kněžnou, kde se mimo pedagogickou činnost věnoval botanice, dendrologii, ornitologii a ochraně přírody. Později působil jako ředitel školy ve Vamberku a konservátor pro ochranu přírody MŠVU. Roku 1953 odešel do Jindřichova Hradce. Během svého života spolupracoval s několika významnými kapacitami, jako byli Prof. techn. dr. Jaromír Klika a Bohumil Kinský

## Dílo
Svým přístupem k ochraně přírody o desítky let předběhl dobu, zasloužil se o vyhlášení ochrany 53 druhů rostlin na Rychnovsku a několika set památných stromů – 20 let před vydáním celostátní vyhlášky. Také prosadil vyhlášení ptačí rezervace v kosteleckém parku a ochranu Zámělského borku. Vydal zhruba 80 odborných článků a několik významných publikací:
- Květena Kostelecka a Rychnovska (1931)
- Staré a památné stromy na Rychnovsku n. Kněžnou (1940)
- Staré a památné stromy na Žambersku, Králicku a Rokytnicku v Orlických horách (1949)

Svým dílem v oblasti památných stromů na regionální úrovni navázal na práce Jana Evangelisty Chadta-Ševětínského. Mnohá z doporučení k ochraně památných stromů, která roku 1940 popsal, se ujala a jsou využívána dodnes. Patří k nim například:
- prodloužení věku památného stromu ošetřením kmene, koruny a větví
- ofotografování a archivace snímků všech význačných stromů
- archivace konzervovaných průřezů z kmene zaniklých památných stromů (pokud to stav kmene dovoluje)
- vysazení nového stromku téhož druhu na témže místě po zániku památného stromu
- umístění vhodného památníčku na místě zániku památných stromů národního významu
- tabulka označující památný strom umístěná opodál (odpovídá zákonu o ochraně přírody z r.1992!)